# Design de superfície

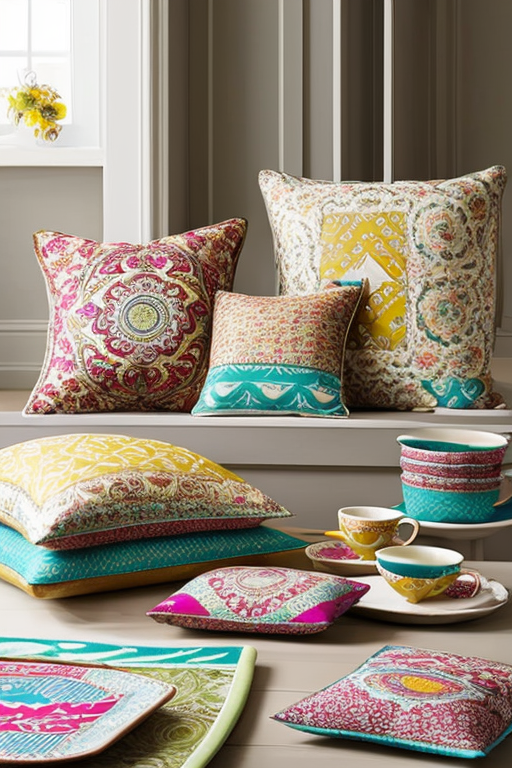
conjunto de peças de interiores estampadas

Design de superfície é o ramo do Design que projeta texturas bi e tridimensionais para diferentes superfícies, procurando encontrar uma solução estética e funcional para os diferentes materiais, produtos e processos industriais. As áreas de atuação são: têxtil (estamparia, tecidos planos, malharia, rendas, tapeçaria, tecelagem), papelaria (papéis de parede, papéis de embrulho), cerâmica, vidros, materiais sintéticos e imagens digitais (sites, videogames, etc).
Esta é uma área que ganha relevância no cenário atual, tendo sido reconhecida em 2005 pelo Conselho Nacional de Desenvolvimento Científico e Tecnológico (CNPq) como especialidade do Design. Este reconhecimento se dá pela crescente necessidade de diversificação das superfícies no contexto contemporâneo. O Design de superfície é “todo projeto elaborado por um designer, no que diz respeito ao tratamento e cor utilizados numa superfície, industrial ou não”. Numa definição mais detalhada, design de superfície é definido como uma atividade projetual que atribui características perceptivas expressivas à superfície dos objetos, concretas ou virtuais, pela configuração de sua aparência, principalmente por meio de texturas visuais, táteis e relevos, com o objetivo de reforçar ou minimizar as interações sensório-cognitivas entre o objeto e o sujeito.
Concerne suportes tanto bi quanto tridimensionais e as superfícies podem desempenhar duas configurações, caracterizando-se como superfícies-objeto ou superfícies-envoltório. 
À primeira vista, o Design de superfície pode ser mal entendido como apenas um desdobramento do Design têxtil, ou ainda como uma ferramenta do Design gráfico. Mas na realidade, essas afirmações não estão precisas, apesar de haver afinidades com ambas as áreas. A superfícies que podem ser projetadas vão muito além das têxteis, incluindo plástico, vidro, papelaria e uma infinidade de outros materiais. As possibilidades são infinitas, inclusive quando a proposta é "envolver de significado", um produto de interesse social.
Ainda sobre a diferenciação entre Design gráfico e Design de superfície, observa-se que o Design gráfico tem uma intenção semelhante no que tange à comunicação de mensagens por meio de estímulos visuais, mas, acima de tudo, ele transmite informações verbais, considerando legibilidade e priorizando o correto entendimento por parte do usuário, enquanto o design de superfície possui forte apelo emocional, conforme explica-se a seguir. Outros diferenciais do design de superfície são suas características físicas e sua repetibilidade virtualmente infinita.

## História

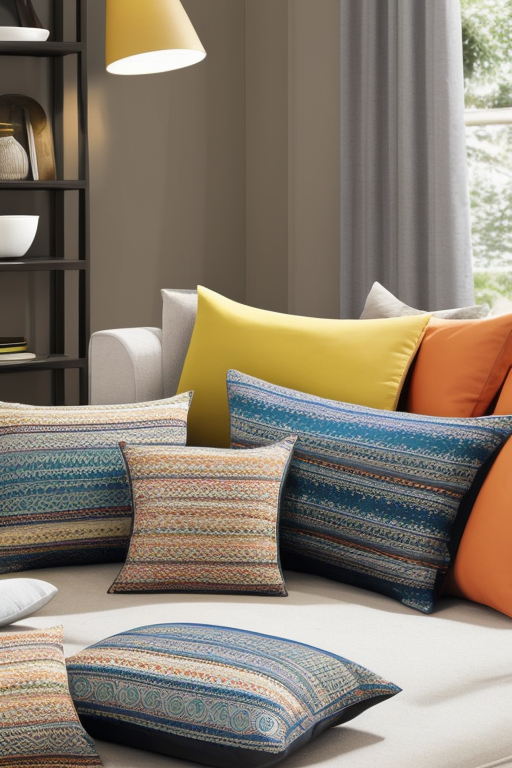
conjunto de peças de almofadas em um sofá, todas estampadas

Ao longo da história da humanidade as superfícies sempre expressaram grande gama de manifestações culturais e percepções sobre o mundo que rodeia o homem (inscrições rupestres, tapeçarias, pinturas, vitrais, fotografias, etc). Mas todos estes artefatos passados não equivalem em quantidade nem em importância percebida a superfícies que agora habitam o dia-a-dia das pessoas. 
No contexto contemporâneo, a utilidade da superfície dos artefatos já extrapolou a mera função de proteção e acabamento. As superfícies projetadas conferem ao objeto carga comunicativa tanto com o exterior do produto quanto com a sua própria intenção interior. A superfície é comparada à "pele" dos produtos, sendo considerada a primeira interface que intermedia a comunicação entre a pessoa e o objeto, transmitindo estímulos aos sentidos, como cores, grafismos e texturas. 
A ligação entre o objeto e a emoção pode ser ativada e intensificada pela caracterização da superfície, lançando mão de mais recursos para atrair a atenção do consumidor, que está exposto a uma grande variedade de opções de produtos.

## Interesse social
O Design de superfície pode ser empregado como instrumento de empreendedorismo de interesse social, para quem "o Design em geral (e o de superfície em particular) pode ser um forte aliado em trabalhos comunitários, beneficiando grupos inteiros, se bem orientados".
As superfícies fortalecem as conexões entre o público e os produtos por meio da experiência emocional, portanto o Design de superfície com interesse social chama a atenção pela carga comunicativa não-verbal da supefície projetada para a sensibilização à causa social em questão. Este é um fator estratégico de competitividade, já que o valor social e simbólico do produto passa a prevalecer sobre seu valor utilitário e monetário. Assim, o produto ganha mais uma camada de valor agregado, que não pode ser medido pelo sistema de troca comercial.